# Энциклопедия чудес
«Энциклопе́дия чуде́с» — научно-популярная трилогия советского журналиста, популяризатора науки Владимира Мезенцева. Переводилась на немецкий, испанский, португальский, японский языки. Выходила в 1968—1979 годах. Книга первая — «Обычное в необычном» — была впервые опубликована в 1968 году и посвящена попыткам научного объяснения загадочных природных явлений — дождей из животных, болотных огней, зыбучих песков и проч. Книга вторая — «Загадки живой природы» — впервые опубликована в 1974 году и касалась вопросов существования Несси, «снежного человека», феномена спиритизма и проч. Книга третья, впервые опубликованная в 1979 году, — «Природа и человек» — в основном посвящена феноменам савантизма, генетической памяти, долгожительства и т. д. Написанная в научно-популярном жанре книга примечательна тем, что факты сначала подаются с оттенком загадки, а потом следует сугубо материалистическое и рациональное им объяснение.
Трилогия дважды переиздавалась издательством «Знание» (1983 и 1988 годы). Переиздана в 1987 и 1989 годах (три книги в одном томе) издательством Казахской советской энциклопедии, что было повторено в 1990 году Киргизской советской энциклопедией. Двухтомное издание под названием «Чудеса» выпускалось в Алма-Ате в 1990 и 1992 годах. Трилогия переиздавалась также в 1994 году в мягкой обложке.

## Издания
- Мезенцев В. Энциклопедия чудес. Книга первая. Обычное в необычном. — М.: Знание, 1968. — 400 с.
- Мезенцев В. А. Энциклопедия чудес. Книга 2. Загадки живой природы. — М.: Знание, 1974. — 288 с.
- Мезенцев В. А. Энциклопедия чудес. Книга 3. Природа и человек. — М.: Знание, 1979. — 208 с.
- Мезенцев В. А. Энциклопедия чудес. Книга 1. Обычное в необычном. 2-е изд., переработанное и допол. Серия «Библиотека Знание». — М.: Знание, 1983. — 272 с.
- Мезенцев В. А. Энциклопедия чудес. В 3 книгах. Обычное в необычном. Загадки живой природы. Природа и человек. — Алма-Ата: Казахская СЭ, 1987. — 416 с.
- Мезенцев В. А. Энциклопедия чудес. Книга 1. Обычное в необычном. 3-е изд. — М.: Знание, 1988. — 288 с. ISBN 5-07-000045-4
- Мезенцев В. Энциклопедия чудес. — Фрунзе: Главная редакция Киргизской советской энциклопедии, 1990. — 524 с.
- Мезенцев В. А. Чудеса: Популярная энциклопедия. В 2 томах. 4-е изд., перераб. и доп. — Алма-Ата: Главная редакция Казахской советской энциклопедии, 1990. — 368+368 с. ISBN 5-89800-031-3 / 5898000313
- Мезенцев В. А. Чудеса. Популярная энциклопедия в 2 томах. Научно-художественное издание. — Алма-Ата: Казак энциклопедиясы, 1991. — 368+368 с. ISBN 5-89800-030-5 / ISBN 5-89800-029-1
- Мезенцев В. Энциклопедия чудес. Книга 1. Обычное в необычном. — М.: Акалис — Гардарика, 1994. — 280 с. ISBN 5-86275-003-7
- Мезенцев В. Энциклопедия чудес. Книга 3. Природа и человек. — М.: Акалис, Менеджер, 1994. — 208 с. ISBN 5-87457-007-1

### Переводы
- Mesentsev Vladimir. Enciclopedia de las maravillas. 1. La tierra y el cielo. 2. El hombre es inagotable. — М.: Мир 1987. — 280 с.
- Володимир Мезенцев. Енциклопедія чудес. Кн. 1. Звичайне в незвичайному. — Київ: Веселка, 1983. — 198 с.
- Володимир Мезенцев. Енциклопедія чудес. Кн. 2. Загадки живої природи. — Київ: Веселка, 1984. — 199 с.
- Володимир Мезенцев. Енциклопедія чудес. Кн. 3. Природа і людина. — Київ: Веселка, 1985. — 135 с.